# Yoichiro Kawaguchi

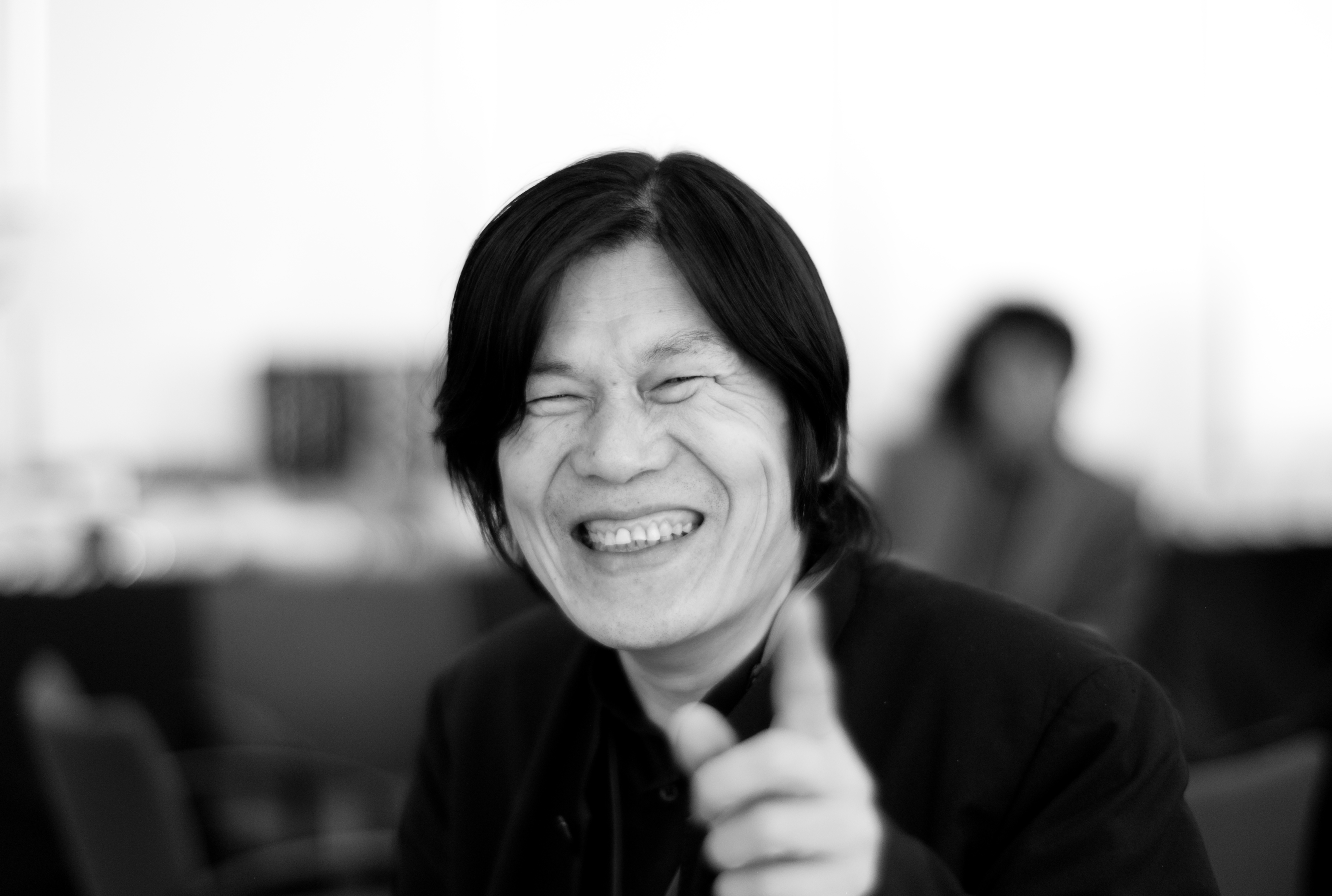
Yoichiro Kawaguchi

Yoichiro Kawaguchi (* 1952 auf der Insel Tanegashima) ist ein japanischer Professor für Computergrafik, der als Schöpfer von dreidimensionalen Computergrafiken und als Forscher wie auch als Buchautor zu diesem Thema bekannt wurde. Seine Kunstwerke sind dreidimensionale Computerbilder auf dem „Prinzip zellularer Modelle in Selbstorganisation des dreidimensionalen Raumes, zusammengesetzt aus einer Masse sogenannter Voxels“.